# Агаханянц, Окмир Егишевич
Окмир Егишевич Агаханя́нц (5 января 1927, Ленинград, СССР — 28 октября 2002, Минск, Республика Беларусь) — путешественник, писатель, педагог высшей школы, полевой исследователь, фотограф, практик и теоретик в областях географии, ботаники, геоботаники, лимнологии, геоморфологии, пустыноведения, экологии, страноведения, политологии, геополитики; доктор географических наук, один из крупных ученых в области геоботаники, член Белорусского географического общества, член-корреспондент Международного географического союза, профессор Белорусского педагогического университета, заведующий кафедрой геоботаники, постоянный руководитель студенческой практики на Памире, Кавказе, Карпатах, читавший лекции в университетах Афганистана, Германии, Беларуси, России, Таджикистана. Один из наиболее цитируемых современных ученых.
Автор так называемой Теории тектонической динамики горных биотопов Агаханянца и Схемы районирования Памира Агаханянца.
Был дважды женат. От первого брака имел детей.
С 1972 года и до своей кончины жил и работал в Республике Беларусь в Минске с женой во втором браке.
Мыслитель, блестящий лектор и педагог, полемист. Один из крупных европейских ученых XX века.
Обладал цепкой памятью, как общей абстрактной, так и зрительной.
Специалист по проблемам геоботаники горных областей и общей геоботанике мира. Эксперт по географии, общей геоморфологии и ботанике Памира, общей геоботанике Азии, в особенности, геоботанике Центральной Азии. Эксперт по вопросам генезиса, геоморфологии и геоботаники озера Сарез и прилегающих к нему областей.
В областях политологии и геополитики — специалист по СССР в целом, советскому Кавказу и советской Центральной Азии в частности, а также в целом по политологии и геополитике Центральной Азии.
По свидетельству вдовы — жены во втором браке, — в своих научных интересах тяготел более к общим проблемам географии, нежели ботаники.
Владел языками: русским и немецким — в совершенстве; хорошо — английским, белорусским, польским, таджикским, узбекским.
Всесторонне подготовленный путешественник и полевой исследователь. Владел основами альпинизма и техники передвижения по горной местности и в пустыне. Хороший наездник; часть путешествий осуществил верхом на лошади. Был хорошим фотографом и художником-графиком — превосходно выполнял на бумаге карандашом планы местности, тематические схемы и необходимые в полевых исследованиях рисунки.
Владел техникой полевых геоботанических и географических исследований на местности. Собрал большую коллекцию тематических гербариев, ограниченную коллекцию горных пород и минералов, выполнил многочисленные фотографии и цветные слайды растений, животных, а также — рек, озёр, горных вершин, долин, ущелий, горных и полупустынных ландшафтов и других явлений природы.
Общая протяженность маршрутов в научных полевых исследованиях составила несколько тысяч километров. Путешествовал пешком, на лошади и ишаке, по воде — на лодке, и плоту, а также на автомашине, самолёте и вертолёте.
Его перу принадлежит ряд монографий на русском и немецком языках, а также научные и научно-популярные статьи. Ряд его научно-популярных книг переведен и издан на европейских языках.
Главным объектом научного изучения был Памир, где он провёл большую часть своей жизни.
Последние тридцать лет — профессор Белорусского педагогического института (университета с 1993 года), заведующий кафедрой геоботаники, постоянный руководитель студенческой практики на Памире, Кавказе, Карпатах.
В последние годы жизни и деятельности в круг интересов входили проблемы философии, экологии, геронтологии, обеспеченности населения Земли продовольствием. В области философии был приверженцем «Французской философской школы» XX века.
В сферу научных интересов входили в 1986—2002 проблемы политологии и геополитики. В этой области им прочитаны лекции и опубликованы научные статьи.
Имел одно из лучших в Беларуси личных собраний книг, статей, журналов, альбомов, календарей научного содержания общим количеством свыше 8 тысяч экземпляров на английском, белорусском, немецком, польском, русском, таджикском, узбекском, французском языках. В библиотеке были представлены также полевые дневники, рисунки, схемы, коллекция геоботанических и географических карт различного тематического содержания, цветные и чёрно-белые фотографии и цветные слайды.

## Жизнь и деятельность в Таджикистане
Во время жизни и работы в Таджикистане провёл чрезвычайно обширные полевые исследования в горах Памира, что позволило ему стать одним из ведущих экспертов мира по проблемам ботаники, геоботаники, географии, геоморфологии и, как частной проблемы, — районирования Памирской горной системы на строго научной основе.
Рискуя жизнью, часто предпочитал путешествовать по горам в одиночестве, пользуясь лишь ледорубом, компасом и топографической картой.
Несколько лет жил и работал на научной станции, которая находилась на берегу озера Сарез на Памире.
Провёл собственные лимнологические исследования озера Сарез на Памире, а также ботанические и геоботанические исследования по берегам озера и в его окрестностях. Составил наиболее полный историко-географический очерк об исследовании озера Сарез с момента его образования на основе личных архивных изысканий и опросных сведений документального характера. Справедливо считался «лучшим знатоком озера Сарез» в научных кругах биологов и географов мира. Большая фотография озера Сарез украшала одну из стен его личного кабинета в квартире в Минске. Убедительно обосновал своё мнение о «нормальном» гидрологическом режиме озера Сарез и стабильности «естественной плотины», образовавшейся в результате завала русла реки Мургаб горными породами склонового оползня.

«…Памирский сезон на этот раз был на редкость коротким и начисто лишенным романтики. Вертолет забрасывал меня в нужное место и снимал в нужное время, после чего снова забрасывал куда надо. Работал таким вот способом по Зап. Пшарту, среднему Мургабу и на Сарезе. Замкнул профиль, оборвавшийся в 1954 году, когда неудачно закончился наш сплав по Мургабу. Хорошо, что тогда Гурский повернул экспедицию назад: на этот раз заглянул в ту сторону, и, если бы тогда поплыли, нас бы стерло в кашу. Разыскал самолет, разбившийся в 1967 г. Тогда погиб мой друг Коля Машталер. За 12 лет от самолета мало что осталось. Зарисовал в очередной раз трансект, заложенный в 1943 году на Усойском заливе Гурским. Он зарисовал этапы зарастания завала в 1943 и 46 годах, вместе мы — в 1957 году, и я без него в 1975 и 1979 годах. Пять зарисовок за 36 лет дают кое-какое представление о ходе зарастания. Потом я разыскал точку, с которой в 1913 году снимал завал и озеро полковник (подполковник) Шпилько. Фотография 1913 года была со мной. Совместил все створы и снял с той же точки все, что снимал Шпилько. Уровень озера за 66 лет поднялся необыкновенно, но зато сам завал оказался незыблемым».
— Из письма Блещунову
Был первым геоботаником, кому удалось детально изучить флору Усойского завала, образовавшего озеро Сарез, и дать картину генезиса и динамики растительного сообщества этого биотопа. Обнаружил и описал в долинах, прилегающих к озеру, уникальные ландшафты с редкими биотопами и предложил на основе этих территорий создать ландшафтные и биогеографические заказники. Предложил собственную схему районирования горной страны Памир, которая нашла отражение в Большой советской энциклопедии, Третье издание 1969—1978; статья «Памир». Автор идеи перемещения растительных сообществ под влиянием роста гор.
В 1951—1954 годах являлся учёным секретарём Отделения биологических наук Академии наук Таджикской ССР, сотрудник Памирского ботанического сада в Хороге.
6 января 1957 года защитил докторскую диссертацию с получением квалификации «доктор географических наук».
Работал заведующим лабораторией геоботаники Памирской биологической станции Академии наук Таджикской ССР (с 1954, Восточный Памир, Чечекты — альтитуда 3860—4700 м, в 25 км от райцентра Мургаба).
В 1960—1968 годах — заведующий лабораторией экспериментальной геоботаники Института ботаники Академии наук Таджикской ССР.

### Научная дискуссия о районировании горной системы Памир
Не завершены дискуссии ученых-исследователей о Памире. Более 100 лет продолжаются споры о его границах, площади и, главным образом, — о морфологическом облике, геологии, климатических и биологических особенностях различных частей этой горной системы Центральной Азии, что позволило бы осуществить районирование по надежным естественным признакам.
Чрезвычайно редким достижением в науке, уникальным по своей внутренней логике и безупречным по научной аргументации является «история горной системы Памир» или его — Памира — весьма сложный «генезис», обусловленный как общей тектоникой Земли и континента Евразия, так и собственно Памирских гор, реконструкцию которого осуществил Окмир Агаханянц.
На обширном ботаническом материале исследователь показал, насколько чутко и многообразно по своим приспособленческим признакам реагирует растительность Памира на динамику «роста гор» и, как следствие, — непрерывное изменение свойств природной среды обитания. Этот тонкий анализ также позволяет очертить границы Памирской горной системы и вычленить внутри этой области районы, обладающие собственными специфическими природными признаками.
Н. А. Гвоздецкий в 1968 и 1987 годах выступил оппонентом О. Е. Агаханянца по его схеме 1965 года, уточнённой в 1986 году.

«…Вопрос о границах Памира является дискуссионным …К. В. Станюкович, Э. М. Мурзаев, И. П. Герасимов и другие предлагали называть Памиром только его восточную область, основываясь на своеобразии ландшафтов этой части нагорья и ссылаясь… на одного из первых исследователей Памира — геолога Д. Л. Иванова. Однако… статья его „Что называть Памиром?“ (1885) относится к тому времени, когда горы… были ещё совсем слабо изучены… Но после того, как территория была покрыта [в XX веке] топографическими съемками и… верно изображена на географических картах, подпись „Памир“ легла в четырёхугольнике, границы которого мы [Николай Гвоздецкий]… очертили, и легла, разумеется, не случайно <…> Основываясь на широком анализе природных особенностей Памира, энергично выступает за расширение его границ О. Е. Агаханянц, справедливо доказывая природное единство Памира… Однако он исключает из состава Памира его северо-западную часть…[Памирское нагорье] без северо-западного угла выглядит на схемах О. Е. Агаханянца явно ущербным. На юге и юго-западе О. Е. Агаханянц несколько расширяет границы Памира в сравнении с намеченными нами выше, отодвигая их дальше в пределы Афганистана».— Н. А. Гвоздецкий
Краткие, но весьма продуктивные в научном отношении исследовательские поездки по северу Афганистана позволии О. Агаханянцу уточнить природные границы Памира в сравнении с первоначальной схемой, предложенной им в 1965, и получить ценные материалы полевых исследований, которые легли в основу научной аргументации исследователя.
О. Агаханянц, опираясь на колоссальный опыт собственных многолетних полевых исследований орографии, морфологии и биологии горной системы, а также критически осмысливая большой объём научных сведений, добытых другими исследователями, в 1986 предлагает выделить на Памире четыре «природных района»: I — «Западный Памир», II — «Ваханский Памир» или «Вахан», III — «Центральный Памир», который другие исследователи называют «Восточным Памиром», IV — «Кашгарский Памир» или «Кашгарию».
Широкие международные научные дискуссии по вопросу «Что понимать под названием Памир?» продолжаются.

### Раскрытие преступления в горах Памира
Обладая острой наблюдательностью, аналитическим умом, классическим биологическим и географическим образованием, в 1960-е годы Окмир Агаханянц с помощью дедуктивного метода раскрыл тайну гибели на Памире своего коллеги, российского геолога Геннадия Лепехина: 

«Шел я по плавному западному склону хребта Сарыкол. <…> Увидев впереди пологий саёк (ложбину), я спустился в него… и сразу стало тихо. <…> Махнув рукой на перспективу сыскать где-нибудь пресный родник… я раскинул спальный мешок. <…> Чуть свет я проснулся от сурчиного визга. …Пять утра. Посмотрел на альтиметр… — 4 500 м. <…> Вскинув рюкзак, я развернулся… и вдруг увидел шагах в пяти торчавший из песка человеческий череп. …От неожиданности я даже сел в песок!… Череп без скелета. Не ветром же его сюда прикатило? <…> Я ещё раз наклонился над находкой и только тогда приметил… что голова была отрублена у живого или мёртвого человека. Я решил захоронить череп. Скорее всего это европеец»— 
Преступник был изобличён, дал признательные показания, осуждён и понёс заслуженное наказание. Трагические обстоятельства этого «следственного дела» Агаханянц в 1995 году описал в рассказе «Последняя встреча».

## Работа в Кабульском университете
По приглашению правительства Афганистана жил и работал в этой стране, где читал учебные курсы по географии, ботанике и геоботанике в Кабульском университете на немецком языке.
Свободное время посвящал изучению ботаники, геоботаники, географии, геоморфологии Афганистана, а также проблемам политики и геополитики этой страны и Центральноазиатского региона.
Полевые исследования севера Афганистана позволили О. Агаханянцу уточнить предложенную им в 1965 г. схему районирования Памира, что нашло отражение в несколько иной — окончательной редакции — этой схемы в 1986 г.
О. Е. Агаханянц «был убеждённым противником ввода советских войск в Афганистан в 1979 году».

## Жизнь и деятельность в Беларуси
С 1972 года жил и работал в Минске. Спутником жизни до последних дней была вторая жена, с которой он не имел детей.
Первоначально желал стать преподавателем Белорусского государственного университета, но ректор БГУ отказал ему в этом.
Последние тридцать лет — бессменный профессор Белорусского педагогического института, с 1993 года — Университета, заведующий кафедрой геоботаники, постоянный руководитель «дальней» студенческой практики на Кавказе, в Карпатах и Памире.
На Минских городских курсах усовершенствования учителей вёл курс географии и геоботаники для учителей средних школ.
В 2000—2001 годах по приглашению немецких коллег прочёл курс лекций по географии и геоботанике на немецком языке в ряде университетов Германии, зарабатывая таким образом финансовые средства для лечения в Германии.
В Минске поддерживал тесные научные и дружеские связи с коллегами факультетов биологии и географии БГУ, а также с биологами, ботаниками, геоботаниками, геологами, геоморфологами и географами Академии наук Беларуси.
За пределами Беларуси поддерживал научные и дружеские связи с обширным кругом друзей и коллег научного сообщества Европы и Азии. В основном это были Азербайджан, Армения, Афганистан, Болгария, Германия, Грузия, Индия, Казахстан, Китай, Латвия, Кыргызстан, Литва, Польша, Украина, Россия, Таджикистан, Узбекистан, Чехия, Эстония.

## Московский кружок Алексея Абрикосова
В 1990-е годы Окмир Агаханянц познакомился с российским физиком-теоретиком Алексеем Абрикосовым — одним из учеников и любимцев Льва Ландау. Общение доставляло обоим большое интеллектуальное наслаждение. В близком окружении Алексея Абрикосова сложился кружок единомышленников, которые в московской квартире у хлебосольного и веселого хозяина свободно и открыто обсуждали философские, научные, политические и социальные вопросы. Абрикосовский московский кружок был элитным сообществом интеллектуалов и мыслителей, где более всего ценились женская красота, мужские интеллект и чувство юмора, культура и образованность. После знакомства Алексей Абрикосов лично пригласил Окмира Агаханянца и его вторую супругу быть гостями в его доме. «Абрикосовский кружок» прекратил своё существование с эмиграцией Алексея Абрикосова в Соединённые Штаты Америки, где российский физик стал профессором Аргоннской национальной лаборатории. В 2003 году Алексею Абрикосову вручена Нобелевская премия по физике за цикл исследований сверхпроводников второго типа и их поведения в магнитном поле, что получило название «Вихревые решётки Абрикосова». На решение выехать в США большое влияние оказали беседы с Окмиром Агаханянцем.

## Последние годы
Последние годы тяжело болел, лечился, соблюдал строгий режим жизни и работы. Однако, даже будучи больным, Агаханянц не отказывался от научной, педагогической и общественной деятельности.
На финансовые средства, заработанные чтением лекций в ряде немецких университетов в 2000—2001 годах, обеспечил себе дорогостоящее и весьма эффективное лечение в Германии. Это значительно улучшило его общее состояние и позволило продолжить работу в Педагогическом университете в Минске.
Скончался днем 28 октября 2002 года в Минске, присев на лавочку отдохнуть после занятий, которые провёл в Белорусском государственном педагогическом университете:

«…Сорок лет экстремального лазания по горам подорвали здоровье Окмира. У него развилась сильная аритмия сердца. <…> Частые вызовы скорой помощи, бессонные ночи… А он все не сбрасывал лекционную нагрузку и все писал, писал. Да еще ухаживал — сначала за своей матерью, потом за тещей, Анной Макеевной. Похоронил обеих. Потом тяжело заболела (жена во втором браке) Лидия Александровна — у нее оказалась опухоль мозга. После удаления опухоли здоровье ее восстановилось не полностью, и все домашние заботы легли на Окмира. А он все не бросал работу.
28 октября 2002, не дожив двух месяцев до 76 лет, Окмир скоропостижно скончался от инфаркта по дороге с лекции. Лидия Александровна пережила его всего на два года. Это были грустные годы. Детей у нее не было, и она находила утешение лишь в переписке с друзьями».— Из рассказа Анатолия Ивановича Уткина

## Основные результаты научной и педагогической деятельности

### География
- ввёл в географию понятие «аридные горы» и обосновал необходимость такого термина[6];
- выполнил схему районирования Памира и его деление на области, различные по геологии, геоморфологии, тектогенезу, климатическим и биогеографическим признакам[9][10];
- описал географию озера Сарез и прилегающих областей[7];
- выполнил фотосъёмку различных ландшафтов, биотопов, растений; создал фотографические портреты учёных-исследователей; коллекция фотоматериалов представляет собой чёрно-белые и цветные фотографии и цветные слайды в количестве нескольких тысяч экземпляров; часть фотографий и слайдов в качестве иллюстраций опубликованы в различных изданиях; отдельные фотографии и слайды являются редкими, так как фотосъёмка осуществлялась в труднодоступных местах, на больших горных высотах, зафиксировала состояние природных объектов в строго определённые моменты времени в обозначенной географической точке, в связи с чем коллекция фотографических материалов Окмира Агаханянца представляет собою ценное культурное, историческое и научное достояние[7][10][23][24][25];
- описал горные пустыни Памира и Тибета; в описания памирских пустынных областей включил результаты собственных наблюдений и полевых исследований; дал описание пустынь Тибета на основе синтеза сведений, собранных исследователями за предшествующие два столетия; выявил отличия равнинных пустынь от пустынь в горах; осуществил классификацию горных пустынь[25][26].

### Геоморфология
- выявил генезис Усойского завала[7];
- обосновал тезис об устойчивости естественной плотины в русле реки Мургаб, которая образовала Сарезское озеро[7];
- выявил влияние рельефа и относительной высоты на изученные биотопы горных и полупустынных областей Центральной Азии и Кавказа;
- на основе изучения геоморфологии Памира и, в совокупности с другими признаками, выполнил районирование горной системы Памир[10].

### Ботаника
- обнаружил явление перемещения растительных сообществ под влиянием роста гор и обосновал так называемую «Теорию тектонической динамики горных биотопов Агаханянца»[2][3];
- провёл исследования по измерению и динамике внутрисосудистого давления жидкостей в корневой и стволовой частях растений Памира;
- собрал обширную коллекцию гербариев флоры горных и полупустынных областей Центральной Азии и Кавказа[8]. По данным О. Е. Агаханянца, на 1986 год флора Кавказа насчитывала 6350 видов, из них 25 % эндемичны, флора гор Средней Азии — в 5500 видов, из которых 25—30 % эндемики, в то время как на прилегающих равнинах южных пустынь — 200 видов растений[8].

### Геоботаника
- выявил генезис и дал описание биотопа Усойского завала на реке Мургаб;
- описал растительные сообщества Памира и создал геоботанические карты региона на их основе;
- выполнил обобщённую сводку геоботаники горных областей;
- выполнил обобщённую сводку геоботаники СССР;
- в соавторстве выполнил обобщённую сводку геоботаники мира.

### Лимнология
- выполнил комплексное исследование озера Сарез на Памире[7];
- выдвинул и обосновал гипотезу о «стабильности» гидрологического режима озера Сарез[7];
- по опросным сведениям указал на существование в горах Памира горячего озера, местоположение которого пока определить не удалось.

### Пустыноведение
В 1986 неожиданно для себя получил приглашение участвовать в написании фундаментального, обобщающего, энциклопедического по форме и содержанию труда «Пустыни» из серии: «Природа мира». Книгу готовил к изданию интернациональный коллектив наиболее квалифицированных специалистов-исследователей пустынь из ряда республик СССР.
Агаханянцу было предложено написать две статьи: «Горные пустыни Памира» и «Горные пустыни Тибета».
Объём заказанных статей был весьма невелик, количество и размер иллюстраций лимитировалось, а время для подготовки научного материала было ограничено короткими сроками сдачи рукописи в набор.
Агаханянц был вынужден работать очень напряжённо. Автор дал весьма краткое и сжатое описание по заказанным темам, о чём сожалеет в Примечании. Статьи Агаханянца в спешном порядке были включены в макет издания. В список «авторов» обобщающего труда О. Е. Агаханянц включен не был по причине небольшого объёма заказанных статей.
Результаты работы:
- описал горные пустыни Памира и Тибета, где выявил отличия равнинных пустынь от пустынь в горах;
- дал определение термину горная пустыня;
- осуществил классификацию горных пустынь на основе собственных наблюдений и научных данных других авторов;
- в сжатом виде изложил сложную закономерность и динамический процесс проявления жизни в горных системах в зависимости от широтного местоположения, господствующих ветров и переноса влаги, горных высотных климатических барьеров по периметрам Памира и Тибета;
- отметил зависимость видообразования растительных сообществ горных пустынь в их тесной связи с динамикой подъёма названных горных регионов[15].

### Экология
- обнаружил и изучил биотопы горных долин в бассейне реки Мургаб выше Усойского завала и дал научное обоснование о необходимости создания здесь биологических заказников[7];
- выполнил комплексное изучение озера Сарез и его берегов и обосновал необходимость создания здесь национального парка, включающего озеро и окружающие ландшафты[7][24].

### История географии
- издал книгу об истории изучения природы Памира до 1960 года[25];
- выполнил исследование об истории изучения озера Сарез[5][6][7];
- в своих книгах дал портреты путешественников и естествоиспытателей[24][25].

### Страноведение
- автор энциклопедической статьи Таджикская Советская Социалистическая Республика, где в сжатом виде дал страноведческое описание государства в Центральной Азии.

### Политология и геополитика
- выполнил геополитический анализ процессов, происходящих в Центральной Азии и на Кавказе;
- осуществил геополитический анализ процессов, происходящих в азиатской части СССР;
- сделал вывод о нежизнеспособности СССР как искусственного государственного образования и дал точный прогноз о распаде СССР на отдельные независимые государства в ближайшей исторической перспективе;
- выполнил геополитический прогноз о грядущих политических и социальных деформациях в Афганистане[18], Ираке, Иране, Таджикистане;
- обосновал тезис о невозможности успешной трансформации экономической, социальной и политической жизни Афганистана в условиях советской оккупации и построения в стране социализма по советскому образцу.

### Педагогика
- культивировал в студенческой среде научную и общечеловеческую этику;
- создал стройный курс лекций и практических работ по географии и геоботанике;
- создал методики изучения природы, разработал или усовершенствовал средства и методы географических и геоботанических полевых экспедиционных исследований;
- создал базовые академические учебники региональной геоботаники и геоботаники мира в соавторстве;
- написал научно-популярные книги о своих путешествиях и романтике научных исследований[3][6][24].

## Природные области горной страны Памир — районирование Агаханянца
На основе собственных географических, геоморфологических и геоботанических исследований, а также изучения и обобщения научных сведений предшественников, Окмир Агаханянц выявил различия в природных особенностях различных областей горной страны Памир и на их основе выделил области с индивидуальными чертами. Это позволило определить Памир как сложносоставную горную систему. Схема районирования Памира О. Е. Агаханянца получила признание и опубликована в 3-м издании Большой советской энциклопедии.

## Теория геотектонической динамики горных биотопов Агаханянца
Исходя из теории дрейфа континентов и динамики тектонических плит, современный энергичный рост Памирских гор обусловлен непрекращающимся движением Плиты Индостан на север с одновременным поворотом к северо-востоку со скоростью около 5 см/год. Плита Индостан столкнулась с Евразийской плитой и продолжает двигаться. На наступающем фронте Плиты Индостан происходит коллизия: пласты горных пород на границе двух плит сминаются в гигантские складки, образуя быстро растущие горы. Флора Памира вместе с основой, на которой она заселилась и развивается, непрерывно и вынужденно меняет относительную и абсолютные высоты обитания, поднимаясь с течением времени всё выше и выше. Уменьшение содержания кислорода на больших высотах, увеличение интенсивности ультрафиолетового излучения, изменение температурных суточных, сезонных и годовых циклов, влажностный и ветровой режим, увеличение площади снежного, фирнового и ледникового покровов, изменение гидрологического режима поверхностных, почвенных и подземных вод и другие динамические факторы неизбежно заставляют растения либо гибнуть, либо изменять морфологический облик и способы адаптации к меняющимся внешним условиям окружающей среды.
Ход рассуждений Окмира Агаханянца:
- горные биотопы Памира непрерывно изменяются;
- изменения флористических биотопов есть следствие изменения среды обитания;
- в горной системе Памир изменения природной среды обусловлены относительно быстрым ростом гор;
- тектоника и динамическая геология объясняют рост гор Памира складчатым метаморфозом рельефа под давлением плиты Индостан, которая движется к северу, поворачиваясь к северо-востоку;
- теория движения литосферных плит немецкого геолога Альфреда Вегенера допускает такое предположение, а современные исследования в области тектоники плит и динамической геологии, палеонтологические исследования и другие факты подтверждают это научное предположение;
- собственно движение плиты Индостан обусловлено существованием срединно-океанических глубинных разломов и точно установленным явлением раздвижения участков земной коры от оси разломов к периферии[2][3][10].

Географ и геоботаник О. Е. Агаханянц первоначально обратил внимание на явление геоботаническое. Затем, опираясь на известные ему сведения геотектоники и динамической геологии, путём строгого логического анализа он пришёл к мысли о том, что динамика флористических биотопов Памира является следствием общей геодинамики планеты Земля.
Это и есть сущность «теории геотектонической динамики горных биотопов Агаханянца», применимая к горным районам, испытывающим сравнительно быстрые вертикальные движения.
Локальное явление, которое географ и геоботаник О. Е. Агаханянц наблюдал и изучал на Памире, можно распространить на любой регион Земли. Изменение абсолютной и относительной высот субстрата, на котором развивается жизнь, неизбежно и объективно ведет к изменениям биотопа. И это наблюдаемое в природе явление есть следствие изменения свойств окружающей природной среды, в которой живёт и видоизменяется горная флора.

## Путевая проза, научно-популярные очерки, беллетристика
Окмир Агаханянц никогда не писал стихов, но успешно пробовал себя в жанре прозы. Это путевые заметки, опубликованные дневниковые записи, беллетристика — живописные картины природы и развернутые портреты коллег и товарищей, с которыми ему пришлось работать и путешествовать. Эти прозаичные эссе часто включаются в ткань сугубо научных трудов и очень оживляют повествование.
Отдельным жанром являются научно-популярные очерки Агаханянца, составившие книги о природе Памира и раскрывающие формы и методы познания природы в научных путешествиях, экскурсиях и полевых работах.
В 1972 году Окмир Агаханянц издал первую свою книгу путевой прозы «За растениями по горам Средней Азии. Рассказы о природе». Дважды — в 1975 и 1987 годах издавалась его книга «На Памире. Записки геоботаника»; второе издание с дополнениями и изменениями вышло под названием «Один памирский год». Издание 1975 года получило лестную рецензию А. Х. Хргиана в 1981 году: «Суровый Памир увлек четверть века назад молодого геоботаника и дал ему материал для интересной книги. …О. Е. Агаханянц увлекает читателя образом этой замечательной [горной] страны <…> …Рассказы …дают читателям отличный повод для размышлений на многие темы жизни и науки». А. Х. Хргиан называет повествование Агаханянца «отличной книгой».
В 1990 году Агаханянц издал книгу «Год Змеи».
Единственным опытом художественной и документальной прозы стал сборник рассказов «Антик маре», изданный частной фирмой в Минске уже в постсоветское время, в 1995 году. До 1991 года эти рассказы Огаханянца не могли быть опубликованы из цензурных соображений.

## Память
- Имя Окмира Егишевича Агаханянца носит горный перевал высотою 5080 м на Памире в хребте Южный Шугнан[5][29].
- «Оказался на Таймыре, в районе белого пятна, где даже карт не было. Теперь там есть довольно крупная река Окмира — я высказал предположение о её местоположении, исходя из необъяснённого тогда течения в одном из таймырских озёр, и ей дали мое имя»[22].
- Краткий очерк жизни и деятельности О. Е. Агаханянца в изложении А. В. Краснопольского[4].
- Российский географ и геоморфолог Николай Гвоздецкий в 1968 году в своей книге «Памир» в главе «Из истории исследования» завершает краткий обзор наиболее значительных и продуктивных полевых исследовательских работ на Памире за последние 500 лет именем Окмира Агаханянца: «[О. Е. Агаханянцем] …выполнены комплексные характеристики, затрагивающие различные проблемы физической географии»[30].

## Отзывы
Уткин Анатолий Иванович (4 февраля 1944, Балаково, Саратовская область — 19 января 2010, Москва) — советский и российский историк и политолог, специалист в области новейшей истории и международных отношений, признанный эксперт по внешней политике США, советник Комитета по международным делам Государственной Думы (особая область научных интересов — региональная политика США; — в Европе; — история «холодной войны»:

«Это был профессор географического факультета Белорусского педагогического института, известный геоботаник, член-корреспондент Международного географического союза, исследователь растительности Памира Окмир Егишевич Агаханянц. Но дело не в его званиях.
Это был интереснейший человек. Вскоре мы сдружились, я стал частым гостем в его доме. И эта дружба — тоже подарок судьбы.

На три года старше меня, он был на три головы мудрее. Мудрость эта была с каким-то восточным оттенком. Годы путешествий по Памиру, контакт с памирцами выработали его характер — притягательный, приветливый, обаятельный. Со всех концов земного шара получал он письма — друзей у него было множество. Кабинет его в трехкомнатной квартире на первом этаже кирпичного дома на улице Гамарника был увешан их фотографиями, картинами Николая Рериха, памирскими видами. Над диваном висела громадная фотография уникального Сарезского озера, образовавшегося в результате завала реки Мургаб в 1911 году. Над столом портрет философа Тейяра де Шардена, репшнур знаменитого альпиниста Ханта, найденный Окмиром на одной из памирских вершин, огромные винтовые рога горного козла архара, памирские ножи… Остальная часть стен была занята книгами».— 

## Рецензии на труды Окмира Агаханянца
- Юсуфбеков Х. Ю., Агаханянц О. Е.. Растительность Западного Памира и опыт её реконструкции. — Душанбе: Дониш, 1975. — 310 с. — 1200 экз. — Горчаковский П. Л. п/п 199. [Рецензия] // Экология — 1976 — № 3 — С. 108—109.

### Комментарии
1. ↑  «Провёл обширные полевые исследования в горах Памира во время жизни и работы в Таджикской ССР в 1950—1960‑х гг., благодаря чему стал одним из ведущих экспертов в мире по проблемам геоботаники, ботаники, географии, геоморфологии и, как частной проблемы, — районирования Памирской горной системы на строго научной основе»[5].
2. ↑  С 6 (19) декабря 1913 года «Шпилько Григорий Андреевич <…> Подполковник (пр. 06.12.1913; ст. 06.12.1913)»[11].
3. ↑  «В письме исследователю Александру Блещунову рассказывал <…> „Потом я разыскал точку, с которой в 1913 году снимал завал и озеро подполковник Шпилько“»[5].